# Degurić
Degurić (Servisch cyrillisch Дегурић) is een plaats in de Servische gemeente Valjevo. De plaats telt 383 inwoners (2002).

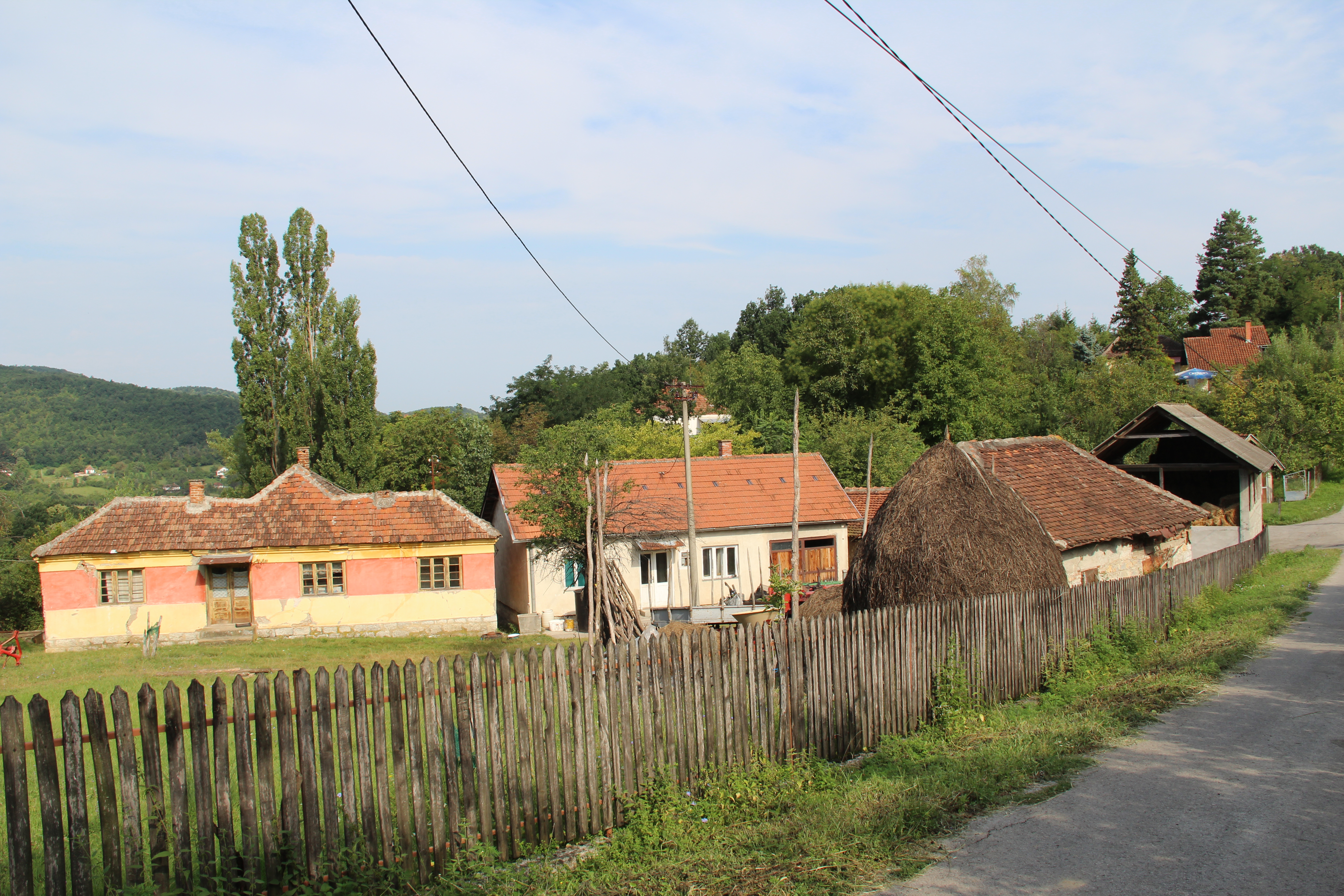
Degurić - panorama
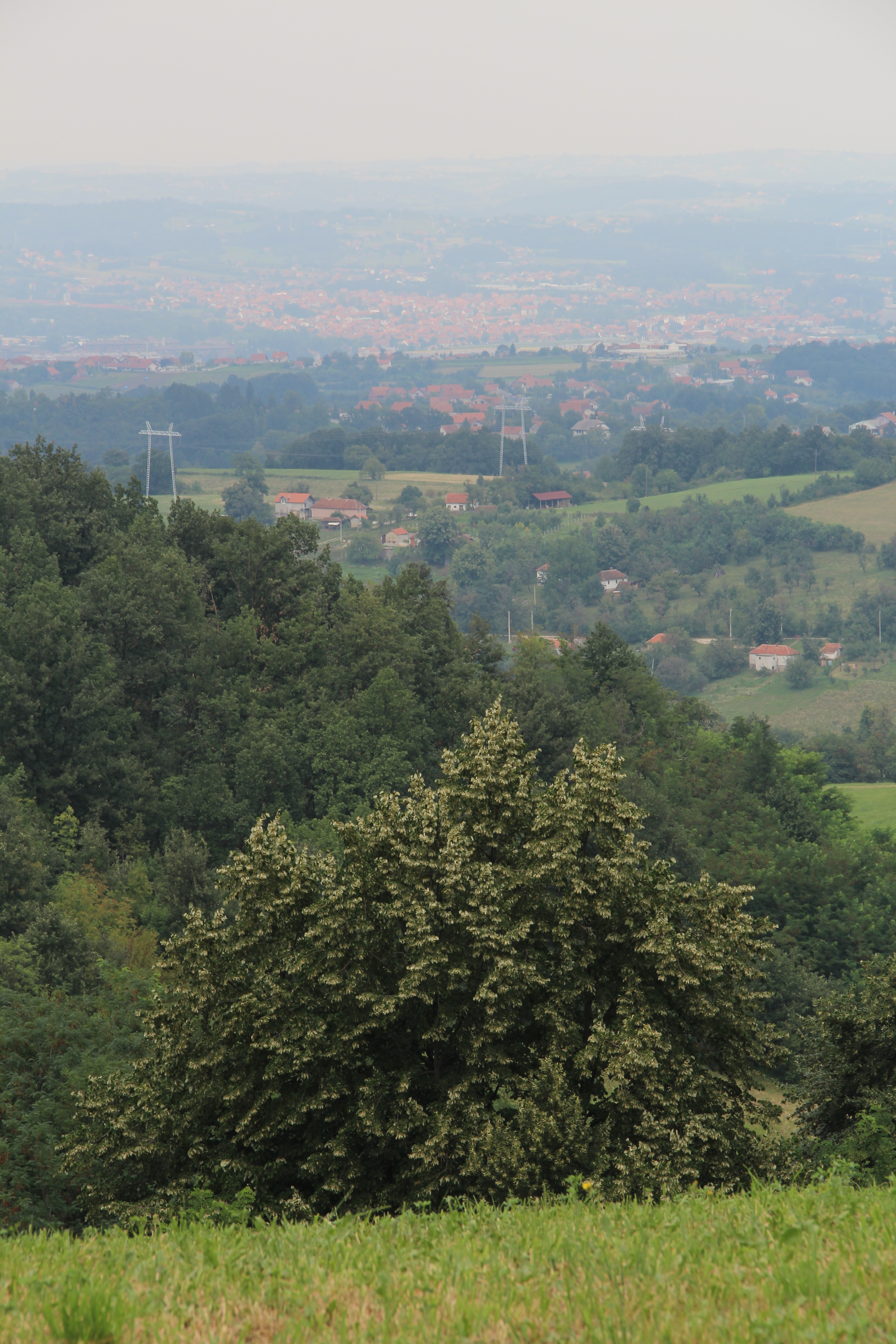
Degurić - panorama
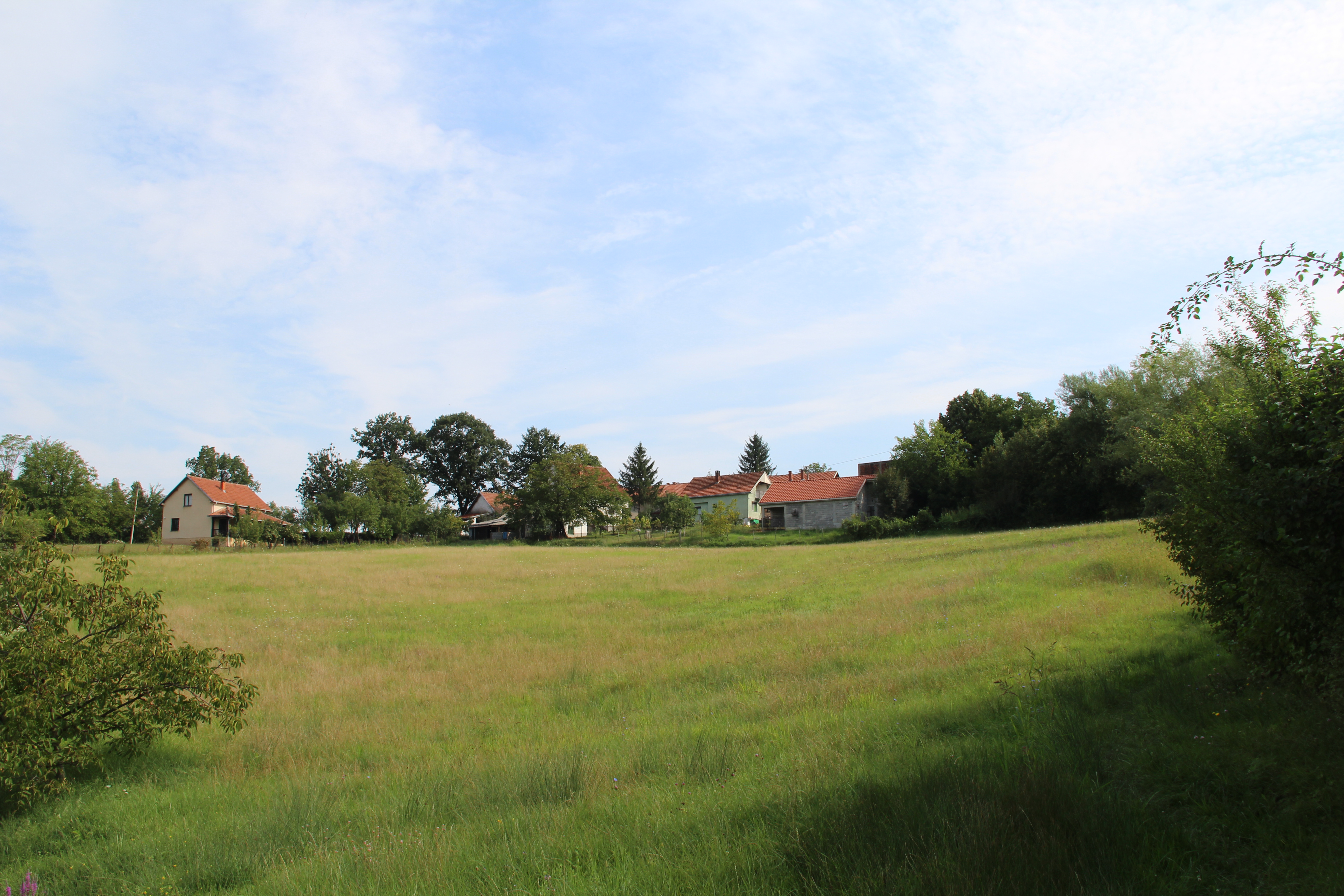
Degurić - panorama
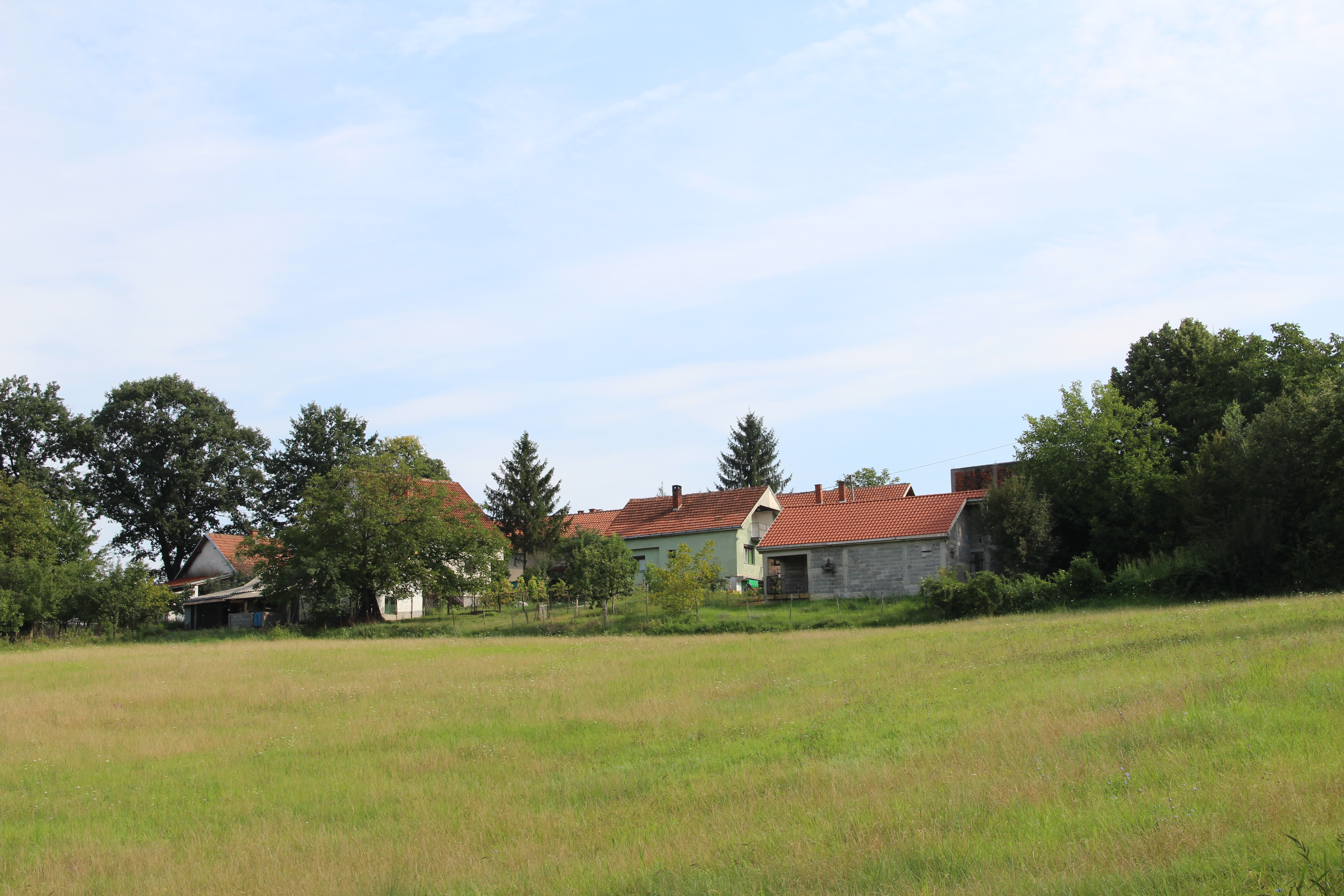
Degurić - panorama
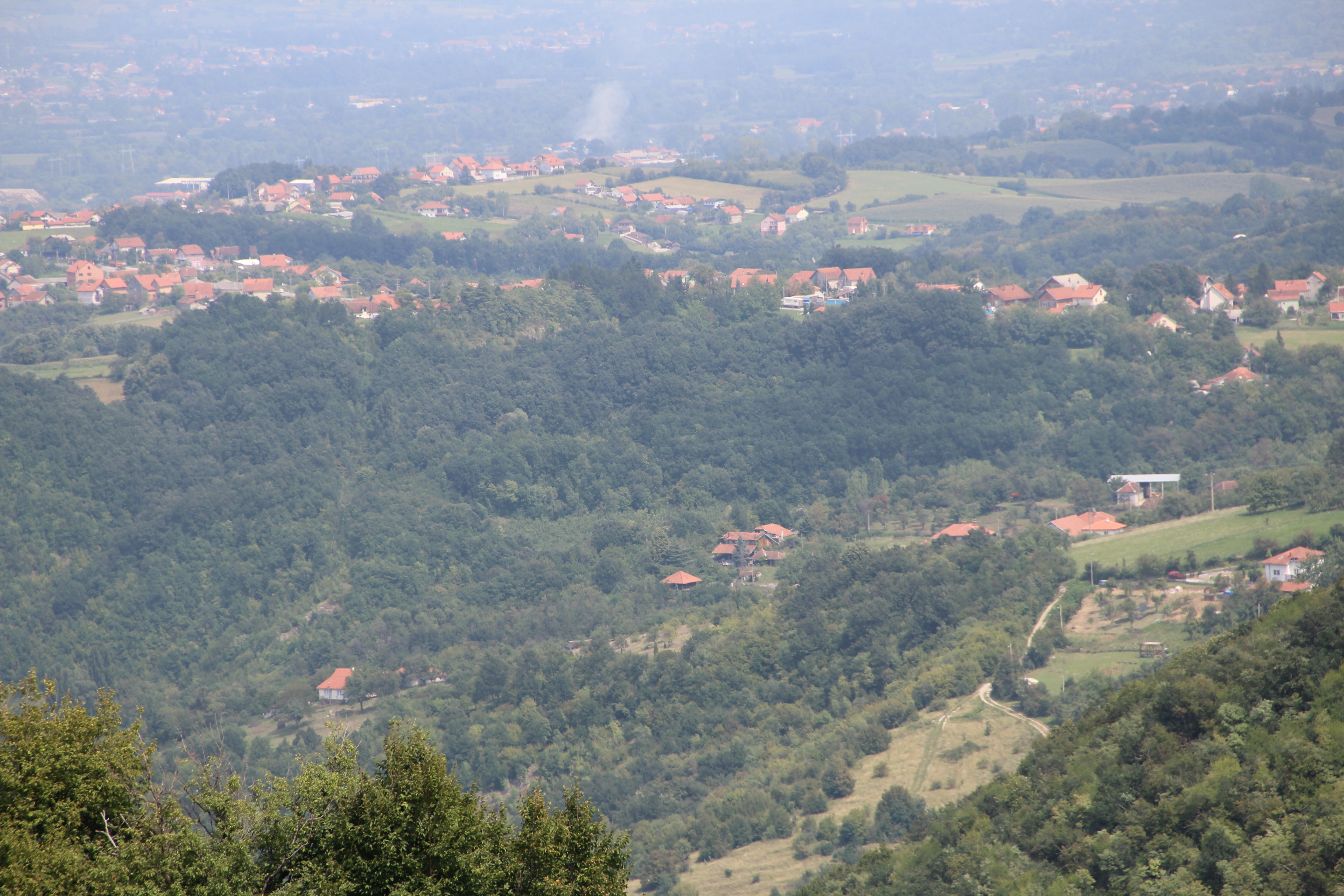
Degurić - panorama
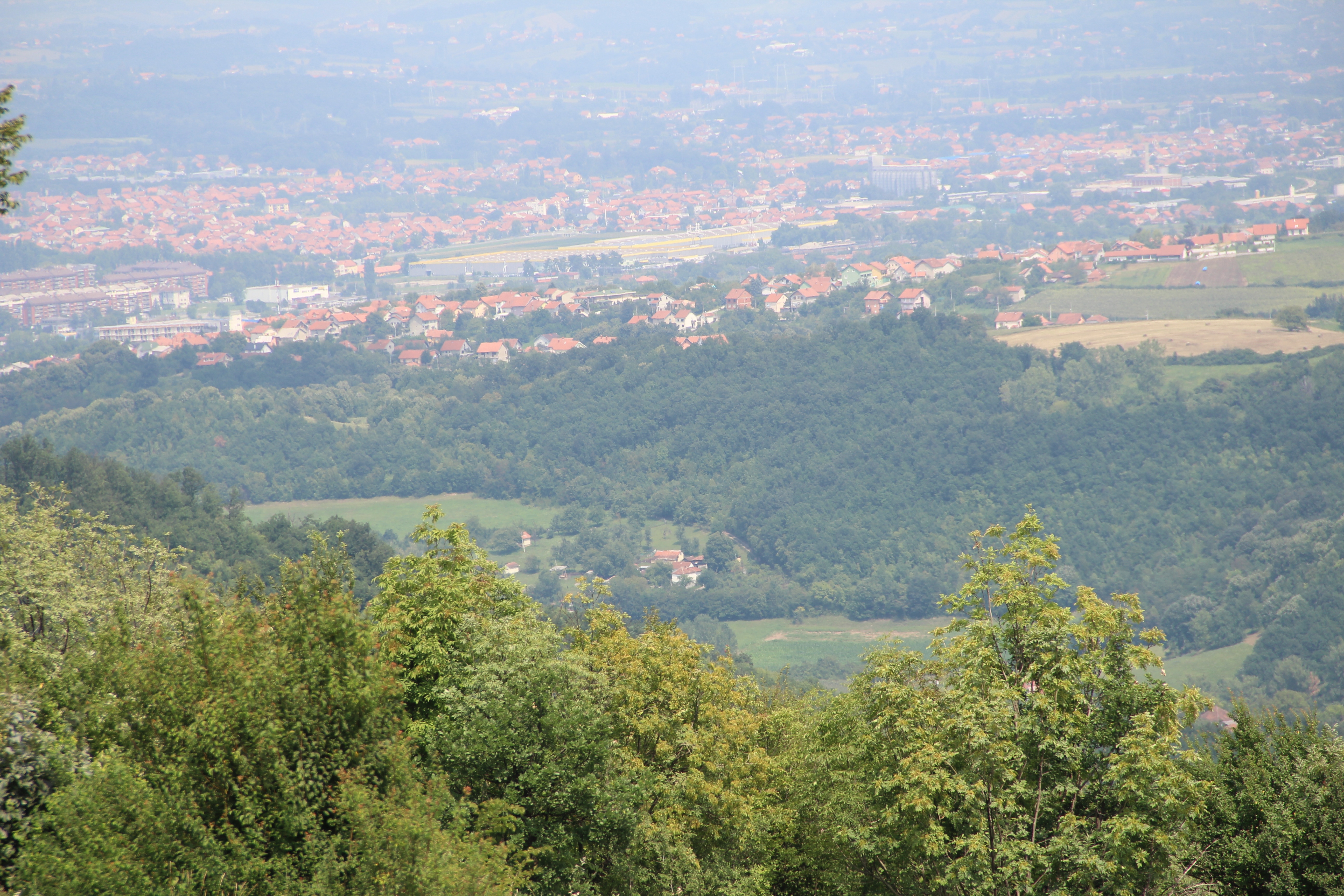
Degurić - panorama